# Ейдер Андрій Дмитрович
Андрі́й Дми́трович Ейде́р (нар. 20 грудня 1999, Одеса, Україна) — український військовик, матрос Військово-Морських Сил Збройних Сил України.

## Життєпис

### Бій біля Керчі
Під час нападу російських ВМС біля Керчі, перебував на кораблі ВМС України «Бердянськ» (малий броньований артилерійський катер проекту 58155 «Гюрза-М»). У результаті нападу росіян, 25 листопада 2018 року отримав поранення.
Катер «Бердянськ» дістав кілька пробоїн рубки, можливо, від снарядів 30-мм гармати російського корабля чи винищувача. Крім нього, поранення отримав Андрій Артеменко, який теж служив на «Бердянську» Його, як і двох інших поранених українців доставили до лікарні у тимчасово окупованій росіянами Керчі, де їх прооперували в Керченській лікарні № 1 ім. Пирогова. Мати Андрія повідомила, що він дзвонив своїй дівчині і повідомив, що він у лікарні.
30 листопада 2018 року представник Президента в АР Крим Борис Бабін заявив, що всіх полонених українців вивезли до Москви, оскільки місцеве населення Криму підтримувало полонених.
Перебуваючи у СІЗО Лефортово в Москві, написав лист додому. За припущенням правозахисниці, цензор замалював слова «Слава Україні» у листі Андрія.
7 вересня 2019-го разом з Андрієм Артеменком повернувся додому в рамках обміну російськими злочинцями з боку України та військовополоненими українцями з РФ.

## Нагороди та відзнаки
- 3 квітня 2019 рок — орден «За мужність» III ступеня[10][11].